# L'Isle-sur-la-Sorgue
L'Isle-sur-la-Sorgue (in occitano L'Illa de Sòrga) è un comune francese di 20 467 abitanti situato nel dipartimento di Vaucluse della regione della Provenza-Alpi-Costa Azzurra. 
La cittadina è nota per il mercato di antiquariato che dal dopoguerra si tiene ogni domenica nel centro storico e per i negozi e gallerie d'arte ad esso collegati.
Nei giorni intorno a Pasqua si tiene ogni anno la Fiera internazionale dell'antiquariato, che richiama espositori e visitatori da tutta Europa.

## Geografia fisica
L'Isle-sur-la-Sorgue è situata tra Avignone e la valle Nord Luberon, a pochi passi da Fontaine-de-Vaucluse.

### Idrografia
L'Isle-sur-la-Sorgue prende il nome dalla Sorga che nasce alcuni chilometri a monte di Fontaine-de-Vaucluse. Questa poi si divide in parecchi canali che fanno sembrare la città un raggruppamento di isole.

### Rilievo

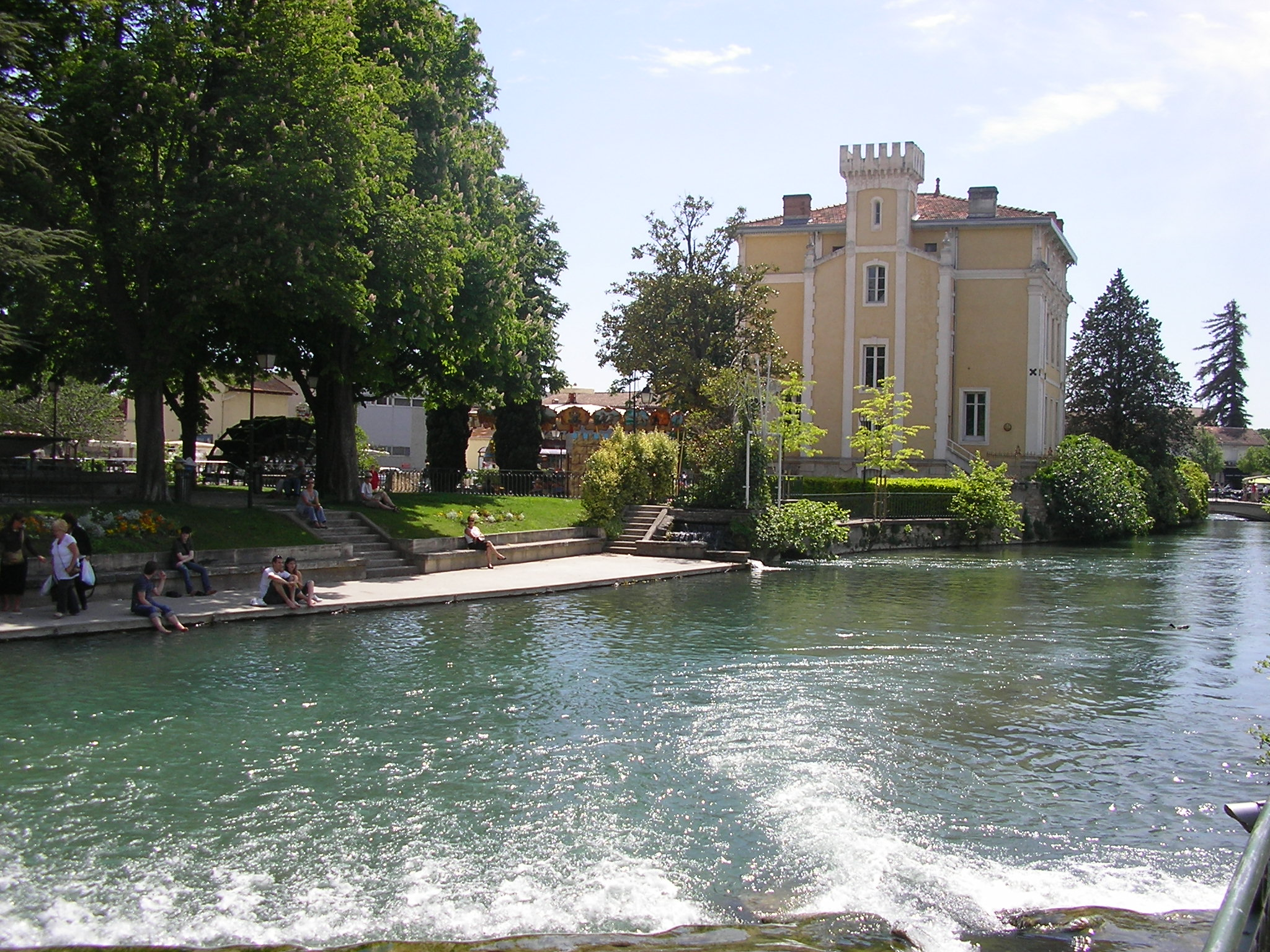
Veduta della Sorgue, all'interno del paese

Il territorio del comune è quasi interamente compreso nella vasta e ricca pianura della Sorgue.
A nord, alcune colline (con un'altezza massima di 243 metri), da una parte e dall'altra del Valat du Tacher.

## Infrastrutture e trasporti
Dista circa 800 km da Parigi, 80 km da Marsiglia e 19 km da Avignone.
Dista dall'Autostrada A7 13 km attraverso la RD 25 per l'uscita Avignon Sud, 
e 12 km attraverso la RD 938 per l'uscita Cavaillon.
La cittadina è dotata di una stazione SNCF per i treni ordinari TER, mentre la stazione TGV di Avignone è a 20 km.
Aeroporti: aeroporto di Avignone a 15 km per la RD 25 e quello di Marseille-Provence a 70 km.

## Amministrazione

### Gemellaggi
- Anagni
- Penicuik

## Monumenti e luoghi d'interesse
- Cimitero ebraico

## Cultura

### Musei
- Museo sensoriale della manifattura dove vengono spiegate le 15 tappe per la produzione di un tessuto.

## Società

### Evoluzione demografica
Abitanti censiti